# Andrés Iniestra
Andrés „Lobo” Iniestra Vázquez Mellado (ur. 11 marca 1996 w Guadalajarze) – meksykański piłkarz występujący na pozycji defensywnego lub środkowego pomocnika, od 2025 roku zawodnik andorskiego Rànger’s.
Jest krewnym Ivána Vázqueza Mellado, również piłkarza.